# Siebengewald
Siebengewald (Kleverlands: Siêbegewâld) is een dorp in het noorden van Limburg aan de grens met de Duitse bondsstaat Noordrijn-Westfalen. Het maakt deel uit van de gemeente Bergen en telt 2.080 inwoners. De plaats ligt hemelsbreed 27 kilometer ten zuidoosten van Nijmegen, 16 kilometer ten noordoosten van Venray en 5 kilometer ten zuidwesten van Goch.
Het gebied waarin Siebengewald ligt maakt sinds 1817 deel uit van Nederland. De grens met Duitsland loopt evenwijdig aan de rivier de Maas, maar maakt ter hoogte van Nieuw Bergen een bocht in oostelijke richting. In deze uitstulping liggen de dorpen Siebengewald en Groote Horst samen met een aantal gehuchten.

## Geschiedenis
De geschiedenis van Siebengewald is nauw verbonden met de geschiedenis van plaatsen zoals Weeze en Goch. Siebengewald behoorde met deze plaatsen aanvankelijk bij Gelre, maar vanaf 1473 bij het Hertogdom Kleef. Weeze en Goch liggen nu, in tegenstelling tot Siebengewald, in Noordrijn-Westfalen.
Tijdens het congres van Wenen werd besloten dat de grens van het Verenigd Koninkrijk der Nederlanden met Duitsland op 800 Rijnlandse roeden, één kanonschot, van de Maas kwam te liggen. Er bestaat een legende dat, tijdens de afbakening van de grens, een van de Nederlandse soldaten ter hoogte van Siebengewald extra veel buskruit in het kanon deed om te zorgen dat het dorp waar zijn geliefde woonde in de Nederlanden kwam te liggen. Dat zou de knik in de grens verklaren. In werkelijkheid was het zo dat bij het congres van Wenen afgesproken was dat bestaande gemeenten aan de oostkant van de Maas intact zouden blijven. Aangezien de heerlijkheid Afferden al van oudsher tot aan het klooster Gaesdonck liep, en deze in de Franse tijd als gemeente was overgenomen, bleef de grens ook tot hier lopen. Oorspronkelijk viel Siebengewald echter niet volledig onder Afferden; langs de Augustinusweg lag hier een exclave van Weeze, terwijl het zogeheten Pleese veld, een gebied aan de overkant van deze exclave, in een lus van de Kendel, wel bij Afferden hoorde. Een grenscommissie had daarom besloten dat deze twee exclaves verruild zouden moeten worden. Bij Koninklijk besluit van 19 november 1817 ging Siebengewald definitief over naar Nederland en werd op 14 februari 1818 bij de gemeente Bergen ingedeeld.
Bij Siebengewald lagen twee kloosters. Deze kloosters waren voor het gebied waarin ze lagen belangrijk vanwege de vele bezittingen die ze hadden. De kloosters waren De Gaesdonck, bij Siebengewald net over de grens, en het iets noordelijker gelegen Gravendaal. Dit lag bij Asperden. De parochie Siebengewald werd in 1863 opgericht, maar pas in de tweede helft van de twintigste eeuw groeide de gemeenschap uit tot een volwaardig dorp. De RK St. Jozefkerk werd in 1955 gebouwd in traditionalistische stijl naar een ontwerp van architect P.W. Lerou.

## Bezienswaardigheden
- De Sint-Jozefkerk uit 1955-1956.

## Natuur en landschap
Siebengewald ligt in een gebied van grootschalige ontginningen, en wel het voormalige laaggelegen gebied achter de rivierduinen. De hoogte bedraagt ongeveer 16 meter. Dit laaggelegen gebied bestond uit hoogveen. Er werd turf gestoken en uit de struiken in dit gebied werden bezems vervaardigd. In Siebengewald woonden veel bezembinders, een beroep dat omstreeks 1960 uitstierf.
De grens met Duitsland wordt gedeeltelijk gevormd door een dode arm van de Kendel, een zijriviertje van de Niers dat evenals de Niers zeer sterk meandert. Voornamelijk op Duits gebied liggen hier een aantal broekbossen.

## Voorzieningen
In Siebengewald bevinden zich enkele voorzieningen, maar de inwoners zijn voor veel zaken aangewezen op grotere plaatsen in de buurt zoals Gennep en Nieuw Bergen. Ook Boxmeer, Venray, Cuijk en het Duitse Goch zijn van belang. Van alle plaatsen in de gemeente Bergen heeft Siebengewald de meest op het noorden (Gennep/Nijmegen) gerichte oriëntatie. Openbaar vervoer is aanwezig in de vorm van een streekbusverbinding met Boxmeer. Langs de doorgaande weg bevindt zich een zelfstandige grenssupermarkt die zich sterk richt op Duitse kooptoeristen, ook is er een grote viswinkel gevestigd die eveneens veel Duitse bezoekers trekt.

## Taal
Het Siêbengewâlds (uitgesproken met een -s en een zachte -g) is een Kleverlands dialect dat zeer verwant is aan de dialecten in de rest van de kop van Noord-Limburg, in het Land van Cuijk, het Rijk van Nijmegen, de Over-Betuwe en de Liemers aan Nederlandse zijde, en in de Kreis Kleve en de Kreis Wesel aan Duitse zijde. Het dialect wordt er nog veel gesproken. Verder kent het dialect opvallend veel overeenkomsten met het Groesbeeks, omdat vroeger veel Groesbekers zich er hebben gevestigd.

## Snelweg
Siebengewald heeft het kleinste stukje snelweg in Nederland (200 meter). Het dorp kent geen afrit, maar verbindt de snelweg A77 met Duitsland. Binnen die 200 meter bevinden zich een oude grenspost en een restaurant.

## Grootste hennepplantage (1996)
Siebengewald kwam in september 1996 internationaal in het nieuws toen de politie van Venlo er op een zeven hectare metende akker, pal tegen de Duitse grens en verborgen achter een enkele meters brede zoom van maïsplanten, de grootste illegale hennepplantage ontdekte die ooit in Nederland was aangetroffen. Ongeveer 600.000 vrijwel oogstrijpe planten en zo'n 400.000 jongere planten en stekjes werden op bevel van justitie door een tweetal hakselmachines versnipperd en onder het maaiveld gewerkt. De politie schatte de waarde van de bijna oogstrijpe planten destijds op meerdere miljoenen guldens. De eigenaar van de onderneming werd aangehouden. 

## Geboren
- Jaap Kersten (1934), wielrenner
- Theo Nikkessen (1941), baanwielrenner
- Henk Janssen (1957), voetballer

## Nabijgelegen kernen
- Gennep, Afferden, Heijen, Nieuw Bergen, Ottersum, Goch (D), Asperden (D), Hassum (D), Weeze (D)